# Carl Dieterichs
Carl Friedrich Gustav Dieterich (* 24. Juli 1799 in Salder (Herzogtum Braunschweig); † 13. Oktober 1884 in Berndorf) war ein deutscher Gutsbesitzer und Politiker.

## Leben
Dieterich war der Sohn des Aktuars und Bürgermeisters Johann Friedrich Wilhelm Dieterichs († 16. August 1832 in Seesen) und dessen Ehefrau Sophia Catharina Henriette geborene Alburg (* 28. April 1770 in Wolfenbüttel; † 29. Oktober 1837 in Berndorf). Er war evangelisch und heiratete am 26. Juni 1825 in Adorf Emilie Caroline Louise Graubner (* 18. April 1806 in Adorf; † 18. Januar 1872 in Berndorf), die Tochter des Gutsbesitzers und Abgeordneten Henrich Christian Graubner und der Johannette Friederike Philippine geborene Bitter.
Dieterich lebte als Ökonom (Landwirt) auf dem Burggut in Adorf, das er 1825 von seinem Schwiegervater übernahm. Im Jahr 1835 verkaufte er das Gut an Conrad Clemens und zog nach Berndorf. Durch den Besitz des landtagsfähigen Gutes war er vom 6. Mai 1828 bis zum 20. September 1835 Mitglied des Landstandes des Fürstentums Waldeck.